# Thống Nhấtstadion
Het Thống Nhấtstadion is een voetbalstadion in Ho Chi Minhstad, Vietnam. Het wordt het meest gebruikt voor voetbalwedstrijden en is de thuishaven van South Saigon Steel Football Club. Het stadion heeft een capaciteit van 25.000 toeschouwers. Het stadion werd tussen 1929 en 1960 het Renault Field genoemd en tussen 1960 en 1975 het Cộng Hòastadion. Tussen 18 en 28 april 1964 werd hier het Aziatisch kampioenschap voetbal onder 19 gespeeld.